# 艋舺國際舞蹈節
艋舺國際舞蹈節（Want to Dance Festival)，是2019年起由曉劇場規劃的國際當代舞蹈活動，表演場地多圍繞在萬座劇場以及附近的萬華社區（如華江整宅天橋）等非典型劇場空間。首屆邀請到國內外30位編舞家，3天內匯集超過60個作品，累積超過3000位民眾聚集萬華參與。每年透過不同主題，徵集發展、進行中，具實驗性的舞蹈及肢體劇場作品。每一作品需緊湊的在2小時內拆裝台及演出，觀眾則須跟著節目走遍艋舺。歷屆也邀請國際策展人、地方場館藝術節承辦人共襄盛舉，發掘具潛力及發展性的作品。活動同時也辦理舞蹈論壇、工作坊與Pitch交流活動等。

## 歷年主題
- 2025年：Diversity 多元[3][4]
- 2024年：Wave 潮 [5]
- 2023年：Connection-連結[6]
- 2022年：Re-[7]
- 2021年：Leap-躍[8][9]
- 2020年：進行式[2]
- 2019年：未完成[10]